# Papagájvirág-félék
A papagájvirág-félék (Strelitziaceae) az egyszikűek (Liliopsida) osztályába és a gyömbérvirágúak (Zingiberales) rendjébe tartozó család.

## Tudnivalók
A papagájvirág-félék családjába tartozó fajok megjelenésben és életmódban igen hasonlítanak a rokon Heliconiaceaekhez és banánfélékhez. Korábban a papagájvirág-féléket a banánfélék családjába sorolták, de a legújabb vizsgálatok szerint külön családot alkotnak. Az APG II-rendszer szerint, amelyet 2003-ban adtak ki, a papagájvirág-félék családja a gyömbérvirágúak rendjéhez tartozik, amely a Commelinid klád tagja.
A papagájvirág-félék családja 3 nemzetséget és 7 fajt tartalmaz. A családba tartozó fajok a trópusi és szubtrópusi éghajlatot kedvelik.
Nevét Mecklenburg-Strelitzi Saroltáról, brit királynéról, kapta.

## Rendszerezés
A családba az alábbi 3 nemzetség és 7 faj + 1 hibrid tartozik:
- Phenakospermum Endl., Gen. Pl. 3: 229 (1837) - Dél-Amerika északi részén) - 1 faj
  - Phenakospermum guyannense (A.Rich.) Endl. ex Miq., Bot. Zeitung (Berlin) 3: 345 (1845)
- Ravenala Scop., Intr. Hist. Nat.: 96 (1777), nom. cons. - Madagaszkár) - 1 faj
  - utazók pálmája (Ravenala madagascariensis) Sonn., Voy. Indes Orient. 2: 223 (1782)
- papagájvirág (Strelitzia) Banks, (1788) - 5 faj
  - Strelitzia alba (L.f.) Skeels, Bull. Bur. Pl. Industr. U.S.D.A. 248: 57 (1912)
  - Strelitzia caudata R.A.Dyer, Fl. Pl. Africa 25: t. 997 (1946)
  - Strelitzia juncea (Ker Gawl.) Link, Enum. Hort. Berol. Alt. 1: 150 (1821)
  - óriás papagájvirág (törzses papagájvirág, fehér virágú papagájvirág, Strelitzia nicolai) Regel & Körn., Gartenflora 7: 265 (1858)
  - pompás papagájvirág (Strelitzia reginae) Banks, (1788)
  - S. × kewensis (S. reginae és S. augusta hibridje)

### Fordítás
- Ez a szócikk részben vagy egészben  a   Strelitziaceae című angol Wikipédia-szócikk ezen változatának fordításán alapul.  Az eredeti cikk szerkesztőit annak laptörténete sorolja fel. Ez a jelzés csupán a megfogalmazás eredetét és a szerzői jogokat jelzi, nem szolgál a cikkben szereplő információk forrásmegjelöléseként.